# Vetlanda
Vetlanda er et byområde i Vetlanda kommun i Jönköpings län i Sverige. 
I 2010 var indbyggertallet 13 050.
Bandyklubben Vetlanda BK har hjemsted i byen.